# オオルリ
オオルリ（大瑠璃、学名Cyanoptila cyanomelana）は、ヒタキ科オオルリ属に分類される鳥類の一種。
日本へは夏鳥として渡来・繁殖し、冬季は東南アジアで越冬する。高い木の上で朗らかにさえずる。姿も囀りも美しい。

## 形態
全長が約16 cm、翼開長が約27 cm。雄の背中は尾も含め光沢のある青で、尾の基部には左右に白斑がある。喉、顔は黒で腹は白い。雌は頭から尾にかけて背面が茶褐色で、喉と腹は白い。胸と脇が褐色。 また、雄が美しい色彩になるには2 - 3年を要すると考えられ、若鳥時代の雄の羽色は雌の羽色と似た茶褐色で、背面の一部と風切羽及び尾羽に青色が表れているだけである。雌はキビタキの雌やコサメビタキなどに似ている。
コルリ、ルリビタキなど共に、「青い鳥」御三家の一つである。

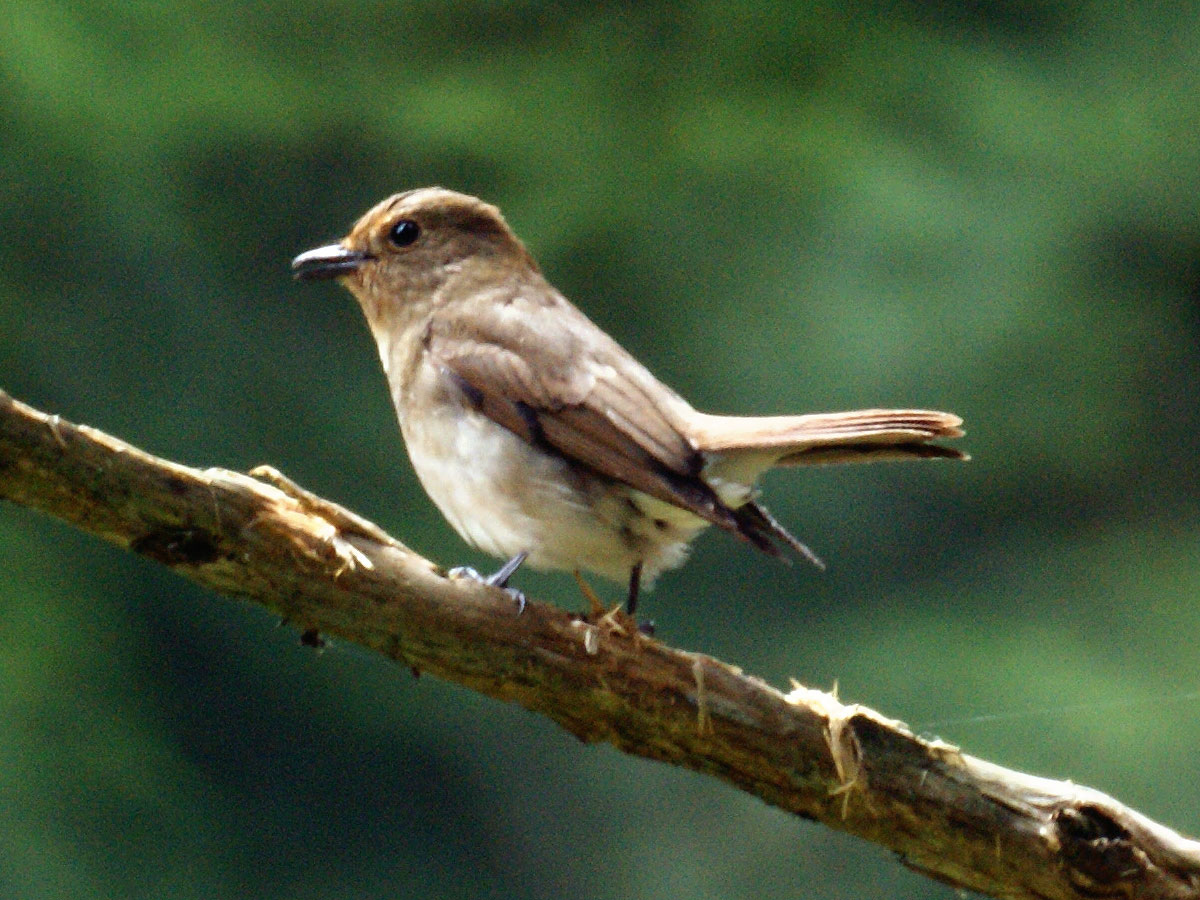
雌
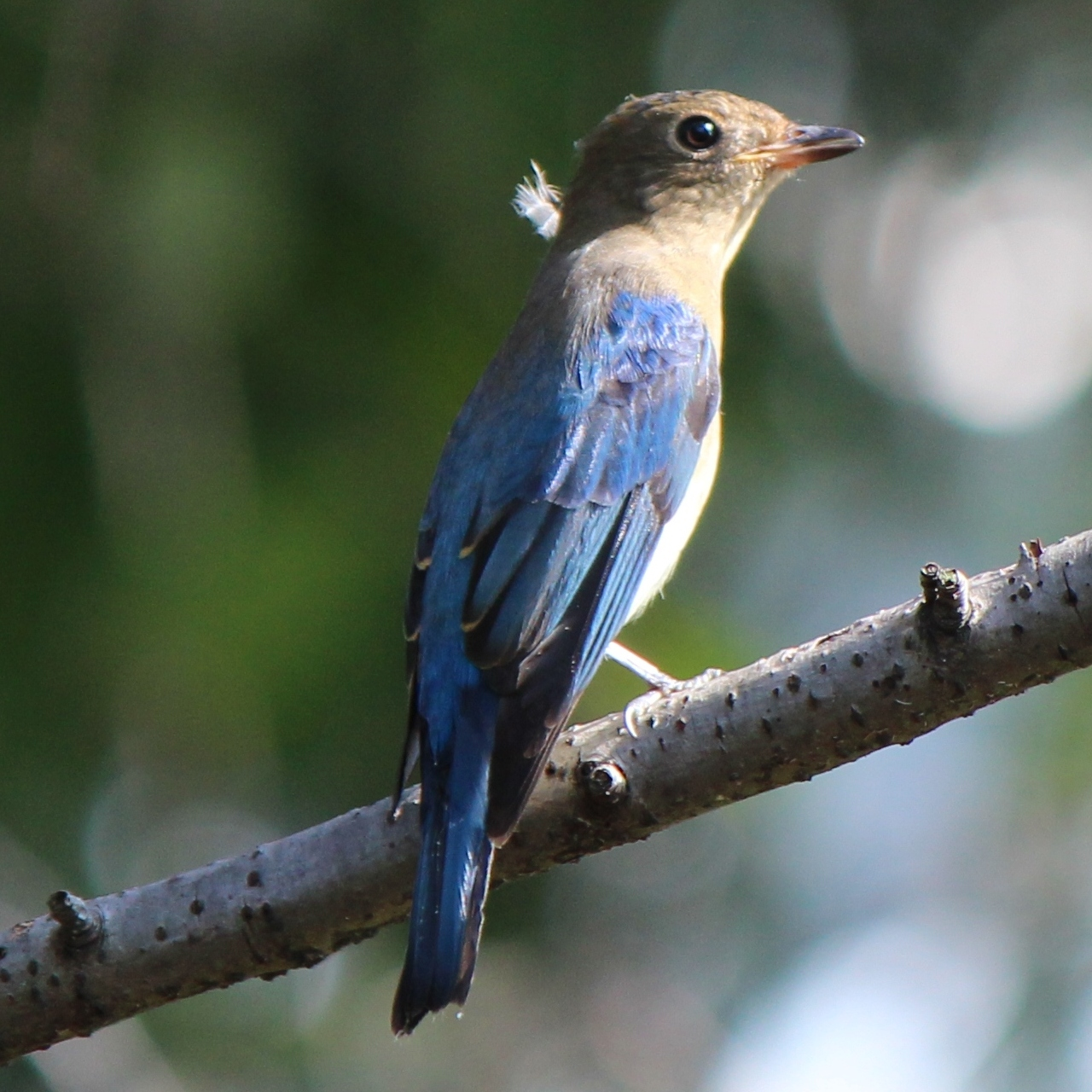
雄の幼鳥

### 鳴き声
地鳴きはクッ、クッ。さえずりは、美しい声でゆっくりとピリーリー、ポィヒーリー、ピールリ、ピールリ、ジィ、ジィと鳴く。雌もさえずることがある。
日本三鳴鳥のひとつである（他はウグイスとコマドリ）。

## 分布
旧北区。中国東北部、ウスリー、朝鮮半島や日本で繁殖し、インドシナ半島から大スンダ列島、フィリピンなどに渡って越冬する。
日本には夏鳥として4月下旬ごろに渡来し、北海道から九州までのほぼ全国各地で繁殖する。10月ごろまで見られる。

## 生態
低山帯から亜高山帯にかけての山地や丘陵に生息し、とくに渓流沿いのよく茂った森林に多く、飛翔している昆虫を捕食する。クモ類なども捕食する。渓流沿いの岩壁や土壁のくぼみなどにコケを用いて巣をつくる。なわばりを持ち、林の中の湖のほとりや、牧場と林の境などでも見られる。繁殖期に雄は木の梢で豊富な声量でさえずる。渡りの時期には市街地の公園でも観察される。

## 種の保全状況評価
国際自然保護連合（IUCN）により、レッドリストの軽度懸念（LC）の指定を受けている。
日本では以下の都道府県でレッドリストの指定を受けている。かつては美しい姿や鳴き声を楽しむ為に昔から飼い鳥として人気があり、キビタキ、コマドリ、ミヤマホオジロと並ぶ和鳥四品のひとつであった。現在は鳥獣保護法により愛玩飼育は規制されているが、未だに毎年違法な飼育が相次いでいる。
- 重要保護生物（B） - 千葉県（環境省の絶滅危惧IB類相当）[9]
- 絶滅危惧II類 - 山形県、東京都北多摩（南多摩と西多摩は準滅危惧種）
- 準絶滅危惧種 - 神奈川県、大阪府[10]、和歌山県、山口県[11]、福岡県[12]
- 希少種 - 茨城県、滋賀県（環境省の準絶滅危惧種相当）
- 地帯別危惧 - 埼玉県[13]
- 要注目種 - 兵庫県[14]
- 留意 - 岡山県[15]

豊橋総合動植物公園がオオルリの繁殖賞（自然：1991年、人工：2003年）を受賞した。

## 近縁種
チョウセンオオルリ 英名 Zappey'sflycatcher 学名 Cyanoptila cumatilis
以前は亜種だと考えられていた。中国中部で繁殖し、冬季はマレー半島、スマトラ島、ジャワ島へ渡る。

## 自治体指定の鳥
日本の以下の自治体指定の鳥である。括弧表記はかつて存在していた自治体。
- 都道府県 - 栃木県[17]
- 市 - 妙高市、東御市、秩父市、八王子市、笛吹市、島田市、南丹市
- 町 - 山都町、（南茅部町、本宮町、二ツ井町）
- 村 - 馬路村、南阿蘇村、（牧村）